# Людгер

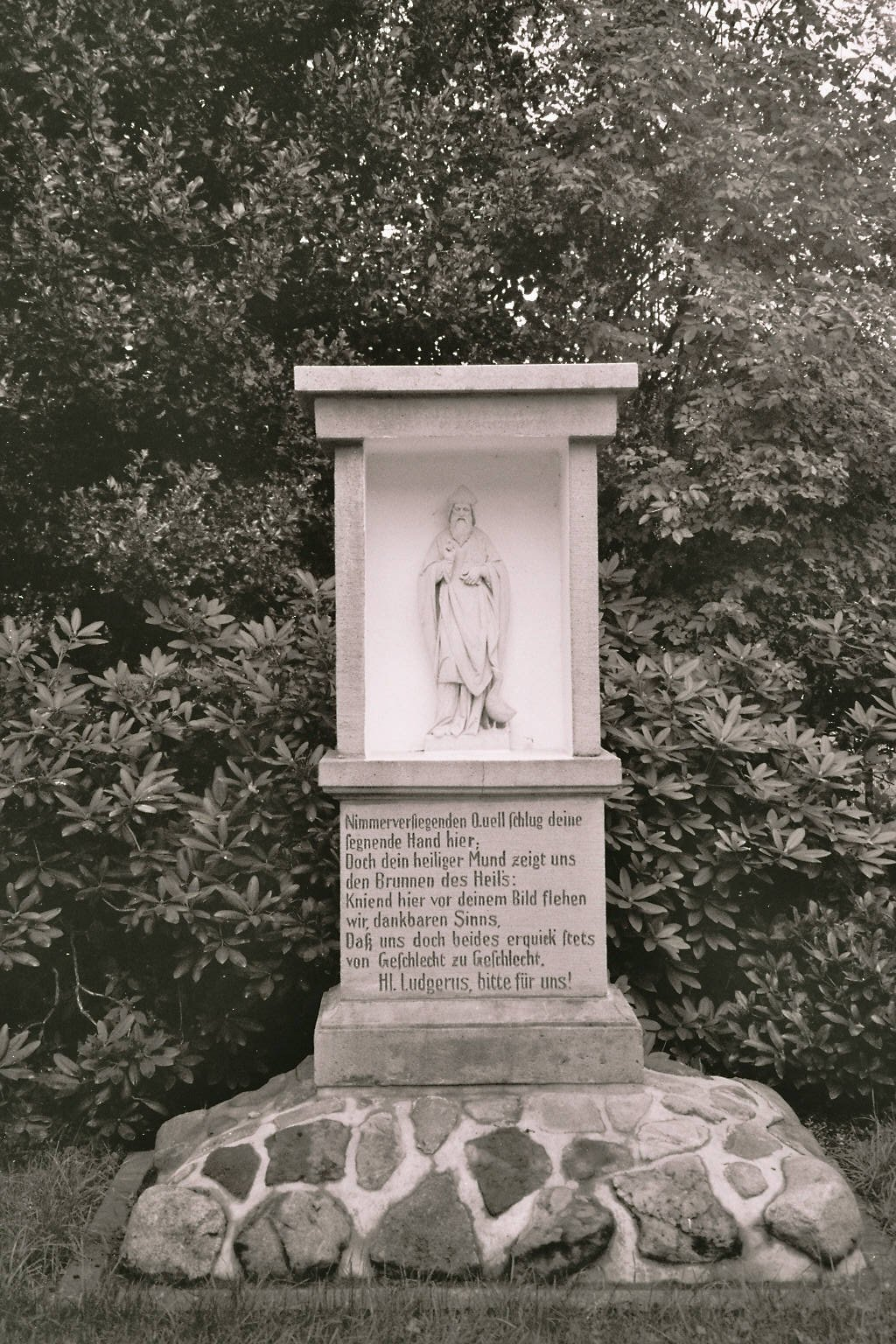
Св. Людгер и сопровождающий его гусь

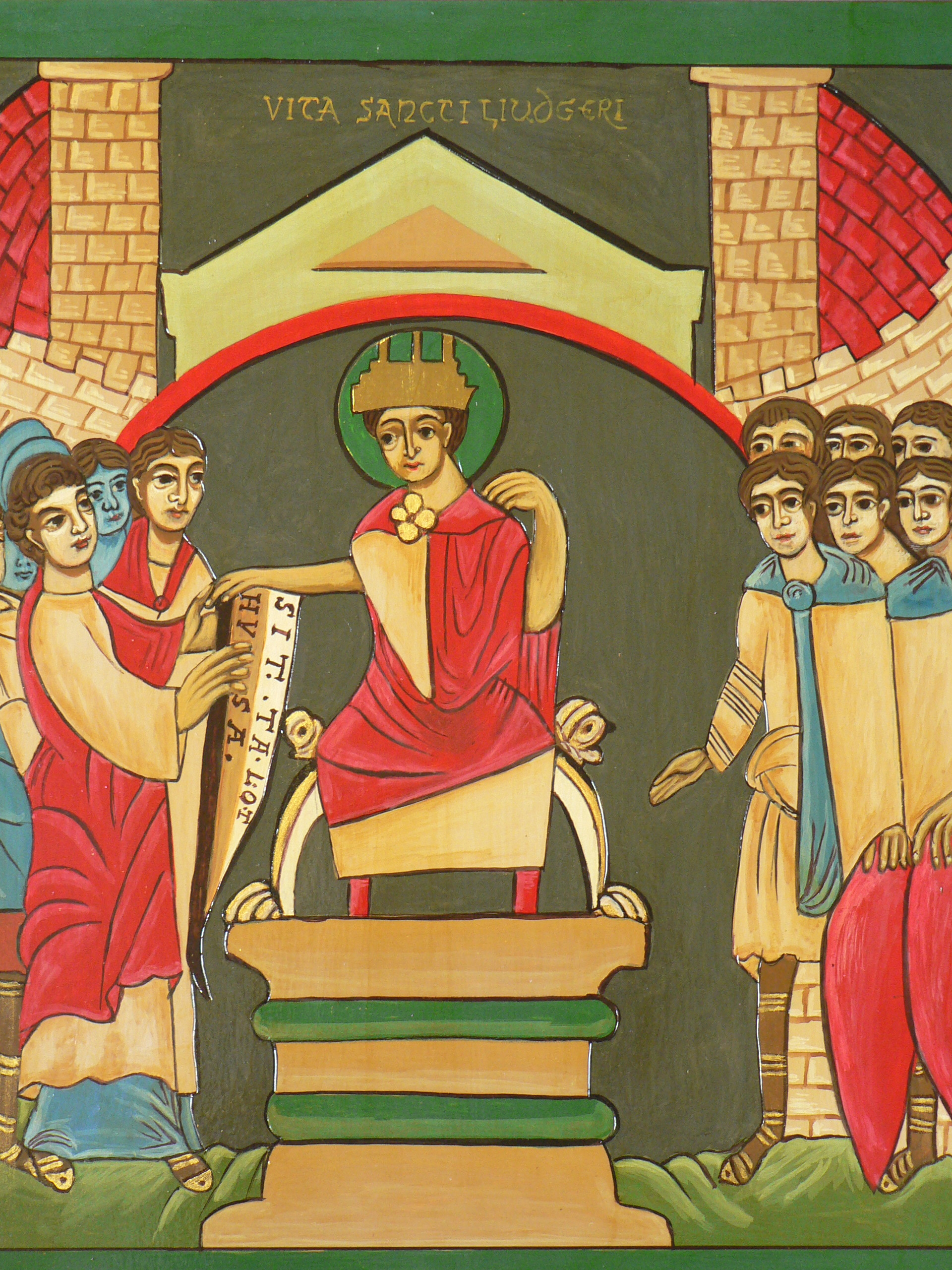
Карл Великий передаёт св. Людгеру монастырь Лотуза в Брабанте

Святой Людгер (нем., нид. Liudger; ок. 742, Утрехт — 26 марта 809, Биллербек) — католический и православный святой, миссионер в Нидерландах и северной Германии, основатель монастырей и первый епископ Мюнстерского епископства.

## Биография
О жизни и деяниях этого фризского миссионера и основателя монастырей рассказывают в первую очередь его Жития — Liudgervita Altfrids, Vita Liudgeri secunda, Vita tertia, а также ранние документы Верденского монастыря.
Людгер родился в знатной фризской семье, в Утрехте. Родители его, Тиадгрим и Лиафбурга, были христианами. Рано посвятив себя делам веры, будущий проповедник в 756—767 обучается в школе при утрехтском соборе, где ему семь свободных наук преподаёт миссионер Григорий Утрехтский (ум. 775). В 767 году, для продолжения образования, Людгер отправляется в Англию, в Йорк, где поступает в школу Алкуина (730—804). В том же году йоркский епископ Этельберт посвящает его в сан дьякона. Людгер остаётся в Англии до 772 года (за исключением короткой поездки в родной город в 768—769). Начавшиеся конфликтные отношения между фризами и англами вынудили его вернуться в Утрехт, который он вновь покинул лишь после смерти своего учителя Григория в 775 году. В память о нём Людгер пишет Житие Григория Утрехтского (Vita Gregorii).
Первый миссионерский путь Людгера привёл его в Девентер, где он в 775—776 годах возвёл новую церковь на могилой апостола фризов Лебуина (ум. 773). В 776 году он вновь идёт проповедовать христианство среди фризов. После своего посвящения в священнический сан в Кёльне (7 июля 777 года) Людгер отправляется проповедовать в восточную Фрисландию. Эта его деятельность была прервана восстанием саксов, возглавленным Видукиндом (в 784 году). Тогда Людгер в сопровождении своего брата Хильдегрима совершает паломничество в Рим (784) и в Монтекассино (784—787). После своего возвращения в Нидерланды проповедник был принят Карлом Великим и назначен им главой миссионерской деятельности в центральной Фрисландии, а также аббатом монастыря св. Петра в Лотузе (Брабант). В 791 году он совершает путешествие на Гельголанд.
В 792 году началось новое восстание саксов, к которому присоединились и язычники-фризы. В связи с этим Карл Великий поручает Людгеру проведение христианизации в западной Саксонии. В последующие годы в Саксонии, в районе Мюнстера, возникает миссионерское епископство; Людгер строит церковь в Ноттульне. В 798 году, уже в конце «саксонских войн», Людгер сопровождает Карла Великого в военном походе на Минден.
В 799—800 годах миссионер основывает в Вердене на нижнем Руре, монастырь, осуществив свою давнишнюю мечту о создании на новообращённых землях такого монашеского общества. В это же время продолжалась его деятельность, направленная на создание Мюнстерского епископства. 30 марта 805 года Людгер был посвящён кёльнским архиепископом Хильдебольдом (787—818) в сан первого мюнстерского епископа. Скончался он во время пастырьской поездки по Вестфалии, сделав последнюю проповедь в городе Коэсфельд. Похоронен в Верденском монастыре, окончательно в 813 году, в церкви, носящей его имя, в специально сооружённой крипте.
Миссионерская деятельность св. Людгера, в целом отвергавшего насилие как средство, строилась исключительно на проповеднической деятельности и его силе убеждения. В то время, когда христианизация в Северной Европе проводилась, как правило, огнём и мечом, Людгер обращал словом многие роды и племена Саксонии и Фризии.

## Поклонение и чудеса
Могила св. Людгера является местом паломничества и поклонения. С 1128 года мощи святого раз в год торжественной процессией проносятся через Верден (с XIII столетия — в первое воскресенье сентября). Жития его сообщают о множестве чудес, в первую очередь исцелениях болезней, происходивших после посещения могилы святого, и принесения там определённых обетов. В основном это — болезни глаз, а также ног и сумасшествие. Святой обладал способностью определять местонахождение пропавших детей. Кроме этого, легенды часто связывают имя св. Людгера с гусями. Так, он своей молитвой остановил чуму, которой были поражены эти птицы в Вестфалии. Во время засухи, поразившей регион, Людгер повелел этим пернатым взлететь. Гуси поднялись в воздух, кружили над иссохшей землёй, в затем опустились на определённое место и начали рыть землю лапками. В этом месте открылся источник воды. На изображениях св. Людгера он практически всегда показан в сопровожднии гуся.
День св. Людгера и католической, и лютеранской церквями отмечается 26 марта.